# Superbebe
Superbebe este o revistă din România care se adresează femeilor gravide și tinerelor mame.
A fost lansată de trustul de presă Academia Cațavencu în octombrie 2004.
În ianuarie 2010, revista a fost vândută de grupul Realitatea-Cațavencu (care a preluat Academia Cațavencu în 2006), către Tana Pazara.